# 엑스엘게임즈
엑스엘게임즈(XLGAMES)는 대한민국의 게임 개발사이다. 2003년 4월 송재경에 의해 설립되었다.

## 제작 게임
- PC
  - XL1 (게임)|XL1
  - 아키에이지
  - 문명 온라인
  - 아키월드 (NFT - PLAY AND EARN)
- 모바일
  - 아이콘로직 - 아이폰
  - Bouncing Field - 아이폰
  - 브레이브스
  - 달빛조각사
  - 아키에이지 비긴즈(게임빌에서 출시)
  - 달빛조각사: 다크게이머

## 연혁

### 2003년
- 4월 - 엑스엘게임즈 설립

### 2004년
- 4월 - 온라인 레이싱게임 XL1 개발 시작

### 2005년
- 6월 - XL1 네오위즈와 퍼블리싱 계약 체결

### 2006년
- 하반기 - 차세대 MMORPG 아키에이지 개발 시작

### 2007년
- 5월 - 기술혁신 중소기업(INNO-BIZ) 인증 및 벤처기업 등록
- 6월 - 엑스엘게임즈 부설 연구소 설립

### 2009년
- 9월 - 아키에이지, 게임온과 일본 서비스 계약
- 12월 - 아키에이지 게임명 확정 및 첫 스크린샷 공개

### 2010년
- 5월 - 아이폰게임 아이콘로직 앱스토어 런칭
- 9월 - 아키에이지, 텐센트와 중국 라이선스 계약 체결
- 11월 - 아키에이지, 기가미디어와 대만, 홍콩, 마카오 계약 체결 발표
- 11월 - 2010 지스타 참가

### 2011년
- 5월 - 미 2K 게임즈와 문명 온라인 개발 계약 체결
- 12월 - 첫 경력직 공개 채용 실시

### 2013년
- 1월 - 아키에이지, 정식 상용 서비스 시작
- 1월 - 아키에이지, 트라이온월드와 북미, 유럽 서비스 계약 체결 발표
- 1월 - 아키에이지, 메일루와 러시아 포함 14개국 서비스 계약 체결 발표
- 7월 - 아키에이지, 일본 상용화 서비스 시작
- 8월 - 문명 온라인, 스크린샷, 티저 영상 최초 공개
- 11월 - 아키에이지, 2013 대한민국 게임대상 수상

### 2014년
- 2월 - 문명 온라인, 한글 BI 공개
- 2월 - 아키에이지, 러시아 상용화 서비스 시작
- 4월 - 엑스엘게임즈 채널페이지 오픈
- 9월 - 아키에이지, 북미 상용화 서비스 시작
- 11월 - 게임빌과 '아키에이지' 모바일게임 퍼블리싱 계약 체결
- 11월 - 문명 온라인, 2014 지스타 참가

### 2015년
- 9월 - 아키에이지, 중국 정식 상용화 서비스 시작
- 12월 - 자체제작 게임엔진 XLE 오픈소스 공개
- 12월 - 문명 온라인, OBT 시작
- 12월 - 첫 모바일 RPG 브레이브스 for Kakao BI 공개

### 2016년
- 4월 첫 모바일 RPG 브레이브스 for Kakao 출시
- 12월 중국 즈룽과 아키에이지 모바일 IP 계약 체결
- 12월 라인LINE과 달빛조각사 모바일 퍼블리싱 계약 체결

### 2017년
- 10월 모바일 3D RPG 아키에이지 비긴즈 출시

### 2019년
- 10월 모바일 MMORPG 달빛조각사 출시

### 2020년
- 2월 카카오게임즈 계열 편입
- 6월 아키에이지 동남아 서비스 시작
- 10월 달빛조각사 대만 출시

### 2021년
- 5월 달빛조각사 글로벌 출시

### 2023년
- 9월 달빛조각사: 다크게이머 출시